# HK Drott Halmstad
El HK Drott Halmstad es un equipo de balonmano de la localidad sueca de Halmstad. Actualmente milita en la Primera División de la Liga de Suecia de balonmano. Es el segundo club más laureado del balonmano sueco con un total de 11 títulos de liga solamente superado por el Redbergslids IK.

## Historia

### Inicios
El club se fundó el 10 de marzo de 1936 por Lars-Erik Dymme, Erik Månsson, Arvid Fridhe e Ingvar Svensson, comenzando la actividad de la sección de balonmano al año siguiente. En 1940 el club decidió suspender la sección de fútbol. En 1943 el HK Drott conseguiría disputar la clasificación de ascenso a la primera división sueca, no logrando sin embargo dicho logro. Además, en ese mismo año se fundó el equipo femenino del club.

### Años 60
El HK Drott conseguiría ascender por primera vez a la primera división  en 1962, tras pasar las temporadas anteriores en la segunda y tercera división del balonmano sueco. Tras dos temporadas en primera, se consumaría el descenso a la segunda división tras la temporada 1963/64. En 1968 conseguiría nuevamente el ascenso a primera división, permaneciendo desde entonces en la misma, lo que supone el periodo más largo de la historia de la máxima categoría sueca. Un año después ganaría su serie pero perdería el campeonato sueco contra el SoIK Hellas, circunstancia que se volvería a repetir una temporada después.

### Años 70
Tras varios puestos destacados, llegaría el primer campeonato sueco conseguido por el Drott durante la primera temporada como entrenador de Bengt Johansson, que más tarde llegaría a ser seleccionador nacional sueco. La temporada siguiente debutaron en la Copa de Europa, siendo derrotados en octavos de final por el campeón noruego por un gol en el global de la eliminatoria, tras conseguir un empate a 16 en el partido de ida y cayendo 19-18 en tierras noruegas. 
A este título nacional se sucedieron los de 1978 y 1979, convirtiéndose ya en uno de los clubes de referencia en el balonmano sueco. En la Copa de Europa 1978/1979 volverían a caer en octavos de final por un gol nuevamente esta vez contra el Stella Sports Saint-Maur francés, tras perder por 4 goles en Francia y ganar por 3 en Halmstad. Al año siguiente sí serían capaces de superar esta ronda tras derrotar claramente al Grasshopper Club Zürich por un global de 54-45, siendo derrotados en cuartos de final por el más tarde subcampeón de Europa, el Valur Reykjavík islandés nuevamente por un gol en el total de la eliminatoria.

### Años 80
La década de los 80 comenzó de manera dubitativa para el HK Drott, que no consiguió reafirmar los éxitos obtenidos a finaes de los 70, y no sería hasta 1984 cuando el club de Halmstad se alzaría con su cuarto título de liga, iniciándose entonces la época de mayor gloria del club.
El crecimiento de jugadores que formaban la columna vertebral del equipo como Ola Lindgren, Magnus Andersson, Thomas Sivertsson y Magnus Weberg eleveron el potencial del HK Drott consiguiendo tres campeonatos de liga en cuatro temporadas. En 1989 tendrían además una destacada actuación en la Copa de Europa alcanzando las semifinales tras eliminar al ETO Györ húngaro en octavos de final y al FC Barcelona en cuartos de final, derrotándolo incluso en los dos partidos de la misma. En las semifinales sucumbieron ante el poderío del Steaua de Bucarest por un claro 53-45 en el global de la eliminatoria.
La temporada 1989/90 sería la más brillante del equipo en su historia al proclamarse nuevamente campeón de la liga sueca y llegar a la final de la Recopa de Europa eliminando incluso al VfL Gummersbach en semifinales, que era por entonces el club más laureado de Europa, cayendo en la final por un apretado 45-42 ante el Teka Santander.

### Años 90
El éxito de la selección sueca en el Campeonato del Mundo de 1990 en el que conseguirían la medalla de oro, provocó que varios de los jugadores del HK Drott estuvieran en el radar de varios clubes extranjeros y aunque consiguió mantener a casi todos sus mejores jugadores en la plantilla, lo que le permitió revalidar el título de liga y convertirse en el equipo dominador absoluto del balonmano sueco, no pudo impedir que el lateral izquierdo Ola Lindgren fichara por el TSV Dutenhofen alemán. 
En la Copa de Europa, eliminaron cómodamente al campeón noruego en los octavos de final, el Stavanger IF, por un global de 48-43. En cuartos de final quedaron emparejados con el por aquel entonces campeón soviético, el Dinamo Astrakhan, con el que no tuvieron ninguna opción de alcanzar las semifinales, puesto que fueron derrotados en ambos partidos.
A esta baja se sumaría en el verano de 1991 la del central Magnus Andersson, con lo que la salida de sus dos pilares ofensivos debilitó al equipo que no tuvo ninguna opción en el campeonato sueco. Además, tuvieron un discreto papel en la Copa de Europa al caer eliminados por el Valur Reykjavík en los dieciseisavos de final tras perder además ambos partidos.

## Palmarés
- Liga de Suecia: 11
  - Temporadas: 1975, 1978, 1979, 1984, 1988, 1990, 1991, 1994, 1999, 2002, 2013.

## Plantilla 2014-2015
| Nº | Nombre            | Altura | Peso  | Posición          |
| -- | ----------------- | ------ | ----- | ----------------- |
| 1  | Renny Svennberg   | 1.92m  | 108kg | Portero           |
| 2  | Simon Andersson   | 1.99m  | 87kg  | Lateral derecho   |
| 3  | Viktor Bergqvist  | 1.93m  | 96kg  | Lateral izquierdo |
| 4  | Jonathan Berg     | 1.97m  | 103kg | Pivote            |
| 5  | Martin Bystedt    | 1.82m  | 75kg  | Extremo derecho   |
| 6  | Markus Sjöbrink   | 1.95m  | 104kg | Pivote            |
| 8  | Albin Stenberg    | 1.90m  | 95kg  | Pivote            |
| 10 | Henrik Olsson     | 1.90m  | 82kg  | Central           |
| 11 | Jesper Adolfsson  | 1.87m  | 81kg  | Central           |
| 12 | Robert Bladh      | 1.92m  | 88kg  | Portero           |
| 13 | Anton Blickhammar | 1.92m  | 96kg  | Lateral izquierdo |
| 14 | Viktor Hallén     | 1.86m  | 75kg  | Extremo izquierdo |
| 15 | Anton Andersson   | 1.80m  | 80kg  | Central           |
| 16 | Olle Lindblom     | 1.90m  | 90kg  | Portero           |
| 19 | Martin Lindell    | 1.91m  | 91kg  | Central           |
| 27 | Pontus Zetterman  | 1.88m  | 90kg  | Lateral izquierdo |

## Jugadores históricos
- Bengt Johansson (1971-1976)
- Ulf Schefvert (1974-1984)
- Göran Bengtsson (1974-1992)
- Ola Lindgren (1981-1990) (1992-1995)
- Magnus Andersson (1987-1991) (1998-2003)
- Thomas Sivertsson (1988-2000)
- Magnus Weberg (1989-2000)
- Mattias Andersson (1999-2001)
- Daniel Kubeš (2001-2004)
- Christian Ericsson (2002-2006)
- Diego Pérez Marne (2003-2006) (2010-2011)
- Anton Halén (2007-2014)
- Magnus Persson (2008-2014)
- Cristian Zaharia (1990-1993)